# هوليوود (شارع)

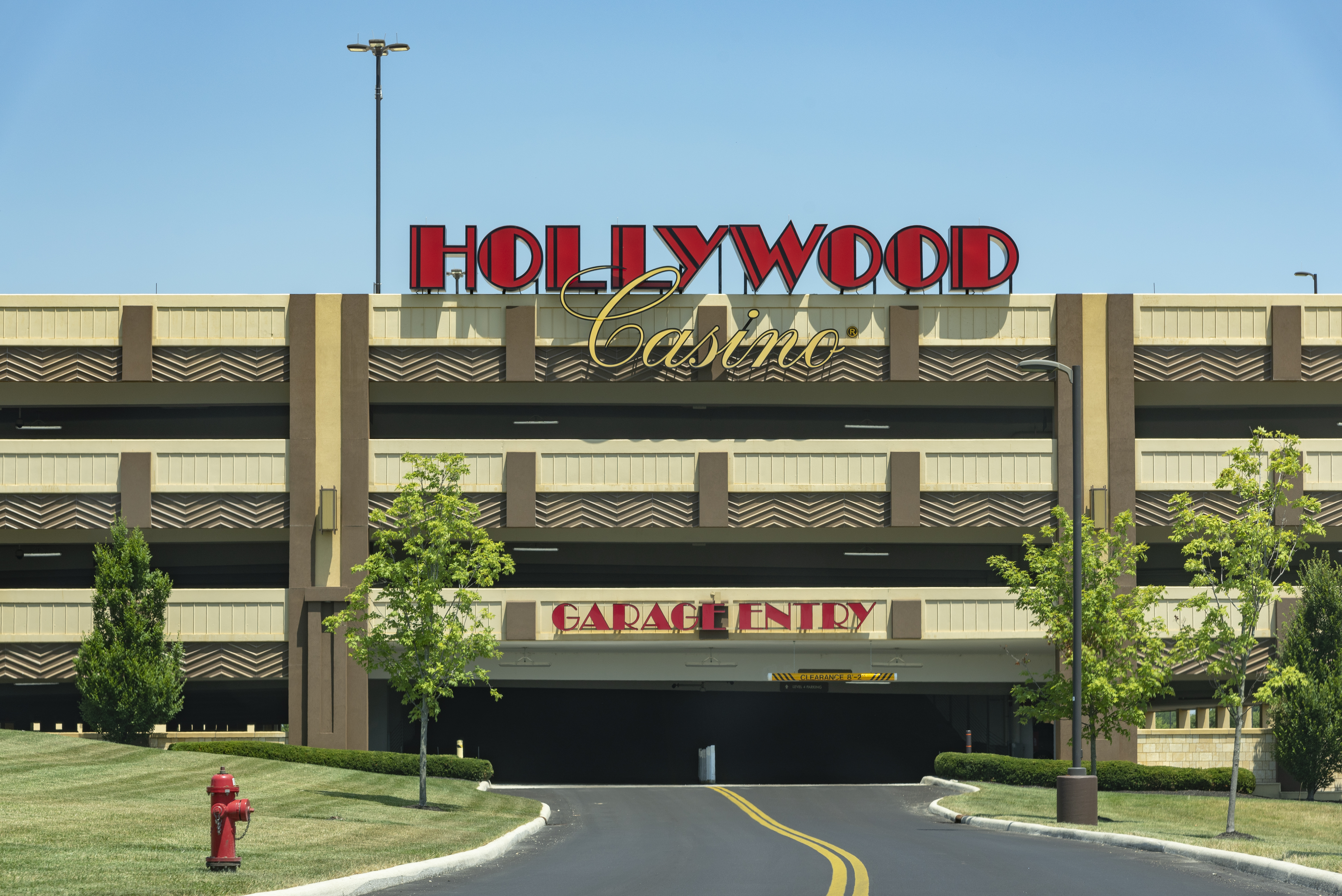
شارع هوليوود عام 2018

شارع هوليوود أو بولفار هوليوود (بالإنجليزية: Hollywood Boulevard)‏ هو شارع يقع في هوليوود بلوس أنجلوس في كاليفورنيا بالولايات المتحدة الأمريكية .
في البداية كان الشارع مسمى باسم طريق بروسبكت من عام 1887 وحتى عام 1910 إلى أن ضُُمًت هوليوود إلى لوس أنجلوس ، تغيرت أرقام الشارع من 100 شارع بروسبكت إلى 6400 شارع هوليوود .